# Erdbeben auf Kefalonia 1867
Das Erdbeben auf Kefalonia ereignete sich am Morgen des 23. Januarjul. / 4. Februar 1867greg.. Dabei wurde die Stadt Lixouri gänzlich zerstört, während der südöstliche Teil und der Norden der Insel weitgehend verschont blieben.
Es war eines von vier großen Erdbeben, die auf Kefalonia gewütet haben (die anderen waren 1766, 1910 und 1953).

## Tektonischer Hintergrund
Kefalonia liegt nur wenige Kilometer östlich des Hellenischen Tiefseegrabens am nordwestlichsten Punkt des Hellenischen Inselbogens. Hier subduziert die Afrikanische Platte unter der Eurasischen Platte. Am Ende dieser Subduktionszone beginnt die Kefalonia-Transformstörung, die als Verbindung zur Konvergenzzone zwischen Apulischer Mikroplatte und Eurasischer Platte eine bedeutende tektonische Rolle spielt. Aufgrund der Nähe zu diesen Strukturen sind die Ionischen Inseln die Gebiete mit der höchsten Seismizität in Griechenland.
Diese Hintergründe für das Erdbeben waren im 19. Jahrhundert nicht bekannt. Damals vermutete man die vielen Schwefelquellen um Lixouri, das Phänomen der Meeresmühlen um Argostoli sowie einen mutmaßlichen unterirdischen Vulkan als Ursachen für das Erdbeben.

## Verlauf
Nach mehreren Vorbeben in den Monaten zuvor ereigneten sich am 23. Januarjul. / 4. Februar 1867greg. kurz nach sechs Uhr morgens ein starker Erdstoß, dem im Abstand von etwa 45 Minuten eine zweite, ebenso zerstörerische Erschütterung nachfolgte. Es gab mehrere Nachbeben, etwa am 2. Februarjul. / 14. Februar 1867greg..

## Folgen
Die Stadt Lixouri und alle umliegenden Ortschaften wurden vollkommen zerstört. Das Kloster, die katholische Kathedrale und zwei Kirchhöfe wurden sehr stark beschädigt. Getreide-, Öl-, Korinthen- und andere Speicher waren alle eingestürzt und ihr Inhalt war durch Vermischung unbrauchbar geworden. Die Schäden waren küstennah am höchsten.
In Argostoli, durch eine Bucht von Lixouri getrennt, waren die Zerstörungen weitaus geringer. Es traf einige ältere Gebäude wie das venezianische Regierungsgebäude. Unbeschädigt blieben die Orte Skala, Elios, Katelios, Herakleion und Omala. Dagegen wurden im Bezirk Livadi die Ortschaften Lakythra, Karandinata, Roriana und Tokata gänzlich zerstört.
Einer offiziellen Bilanz zufolge kamen bei dem Beben in Argostoli und Lixouri 233 Menschen ums Leben, 3200 Häuser wurden zerstört und weitere 2600 beschädigt.
Schäden wurden auch aus Skinari an der Nordspitze von Zakynthos sowie vereinzelt von der Westküste Ithakas berichtet.
Von Korfu kam das französische Schiff Sentinelle und brachte Hilfsmittel, allem voran Lebensmittel. Der Rabbiner von Korfu veranstaltete eine Kollekte, in der er seine Gemeindemitglieder nach ihrem Vermögen besteuerte, Signor Levi di Moise schickte zusätzlich auf Eigeninitiative 10.000 Pfund Brot.

## Tsunami
Infolge eines Erdbebens, das sich am Morgen des 8. Septemberjul. / 20. September 1867greg. bei Gythio am Peloponnes ereignet hatte, überflutete an jenem Tag ein Tsunami die durch die früheren Beben jenes Jahres schwer in Mitleidenschaft gezogene Stadt Lixouri.